# Bellecombe-Tarendol
Pour les articles homonymes, voir Bellecombe (homonymie).
Bellecombe-Tarendol est une commune française située dans le département de la Drôme, en région Auvergne-Rhône-Alpes.
Ses habitants sont dénommés les Bellecombois.

## Géographie

### Localisation
Bellecombe-Tarendol est située à 26 km de Nyons.

### Communes limitrophes
| Le Poët-Sigillat | Rémuzat                 | Pelonne, Verclause      |
| Le Poët-Sigillat | Bellecombe-Tarendol     | Lemps                   |
| Le Poët-Sigillat | Saint-Sauveur-Gouvernet | Saint-Sauveur-Gouvernet |

### Hydrographie
Le ruisseau Bellecombe est un affluent de l'Ennuye. Il a sa source sur la commune de Saint-Sauveur, traverse celle de Bellecombe et se jette dans l'Ennuye après 4,15 kilomètres de parcours. En 1891, sa largeur moyenne est de 6,80 m, sa pente de 103 m, son débit ordinaire de 0,40 m3, extraordinaire de 6 m3.

### Climat
Pour des articles plus généraux, voir Climat d'Auvergne-Rhône-Alpes et Climat de la Drôme.
En 2010, le climat de la commune est de type climat méditerranéen altéré, selon une étude du CNRS s'appuyant sur une série de données couvrant la période 1971-2000. En 2020, Météo-France publie une typologie des climats de la France métropolitaine dans laquelle la commune est exposée à un climat de montagne ou de marges de montagne et est dans la région climatique  Alpes du sud, caractérisée par une pluviométrie annuelle de 850 à 1 000 mm, minimale en été. 
Pour la période 1971-2000, la température annuelle moyenne est de 10,7 °C, avec une amplitude thermique annuelle de 16,8 °C. Le cumul annuel moyen de précipitations est de 930 mm, avec 7,5 jours de précipitations en janvier et 4,6 jours en juillet. Pour la période 1991-2020, la température moyenne annuelle observée sur la station météorologique de Météo-France la plus proche, sur la commune de Bésignan à 4 km à vol d'oiseau, est de 12,6 °C et le cumul annuel moyen de précipitations est de 783,1 mm,. Pour l'avenir, les paramètres climatiques de la commune estimés pour 2050 selon différents scénarios d'émission de gaz à effet de serre sont consultables sur un site dédié publié par Météo-France en novembre 2022.

### Voies de communication et transports
La commune est accessible par la route départementale RD 162 depuis Saint-Sauveur-Gouvernet, au sud, ou Rémuzat au nord, via le col de Soubeyrand.

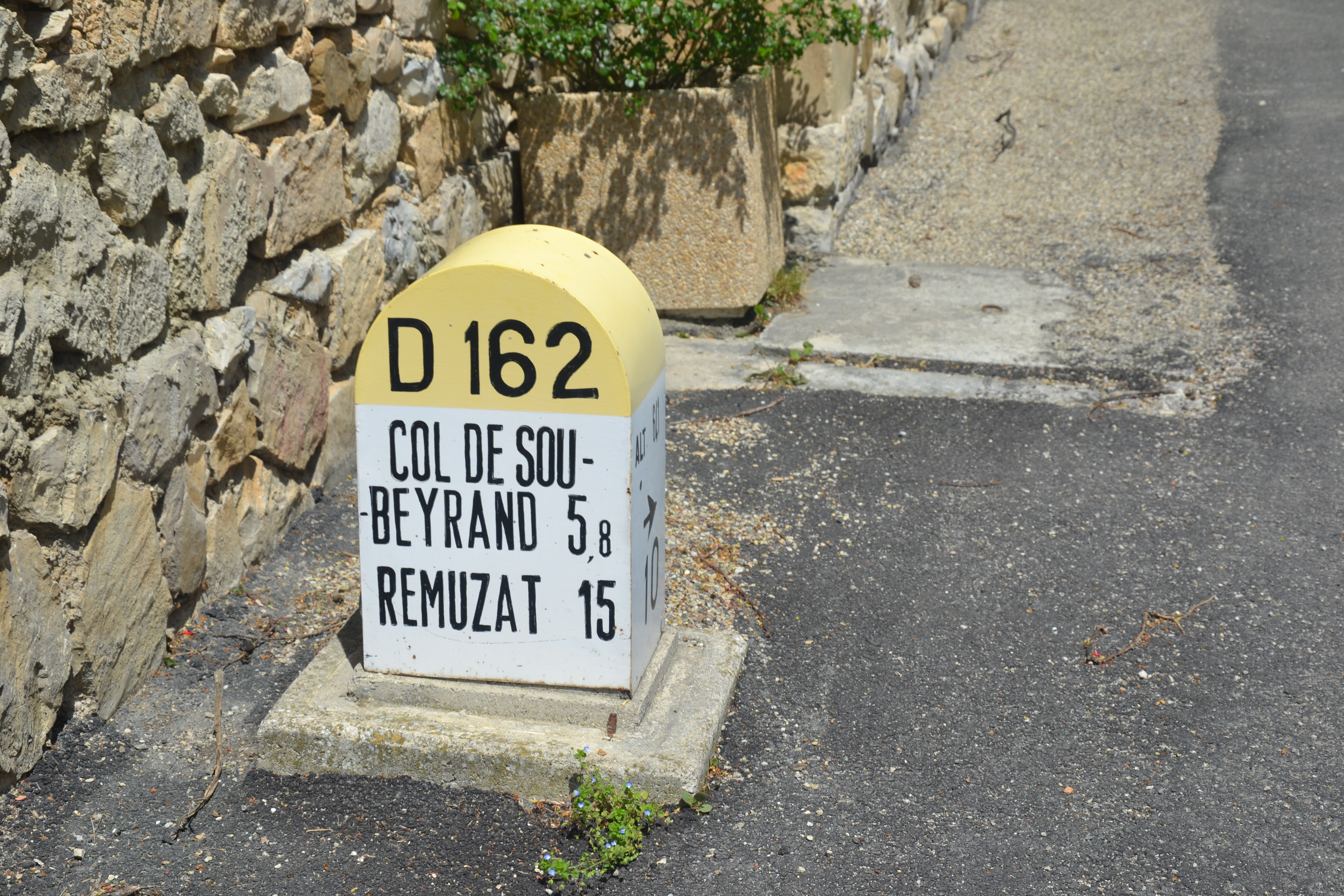
Borne routière RD 162 à Bellecombe.
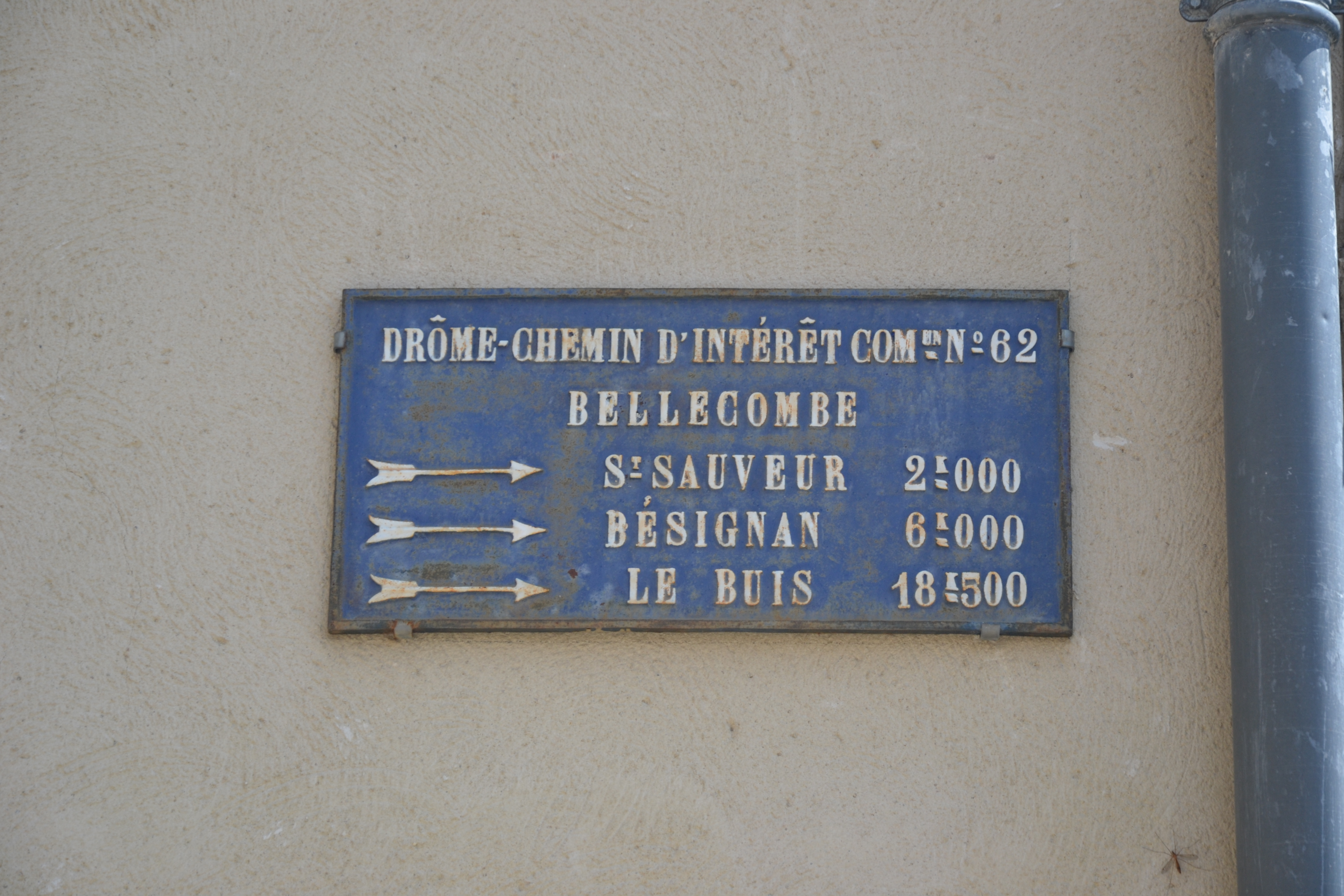
Ancien panneau routier à Bellecombe.

## Urbanisme

### Typologie
Au 1er janvier 2024, Bellecombe-Tarendol est catégorisée commune rurale à habitat très dispersé, selon la nouvelle grille communale de densité à 7 niveaux définie par l'Insee en 2022.
Elle est située hors unité urbaine et hors attraction des villes,.

### Occupation des sols
L'occupation des sols de la commune, telle qu'elle ressort de la base de données européenne d’occupation biophysique des sols Corine Land Cover (CLC), est marquée par l'importance des forêts et milieux semi-naturels (67 % en 2018), en diminution par rapport à 1990 (68,7 %). La répartition détaillée en 2018 est la suivante : 
forêts (62 %), cultures permanentes (14,1 %), zones agricoles hétérogènes (12,7 %), terres arables (6,1 %), milieux à végétation arbustive et/ou herbacée (4,9 %), prairies (0,1 %), espaces ouverts, sans ou avec peu de végétation (0,1 %). L'évolution de l’occupation des sols de la commune et de ses infrastructures peut être observée sur les différentes représentations cartographiques du territoire : la carte de Cassini (XVIIIe siècle), la carte d'état-major (1820-1866) et les cartes ou photos aériennes de l'IGN pour la période actuelle (1950 à aujourd'hui).

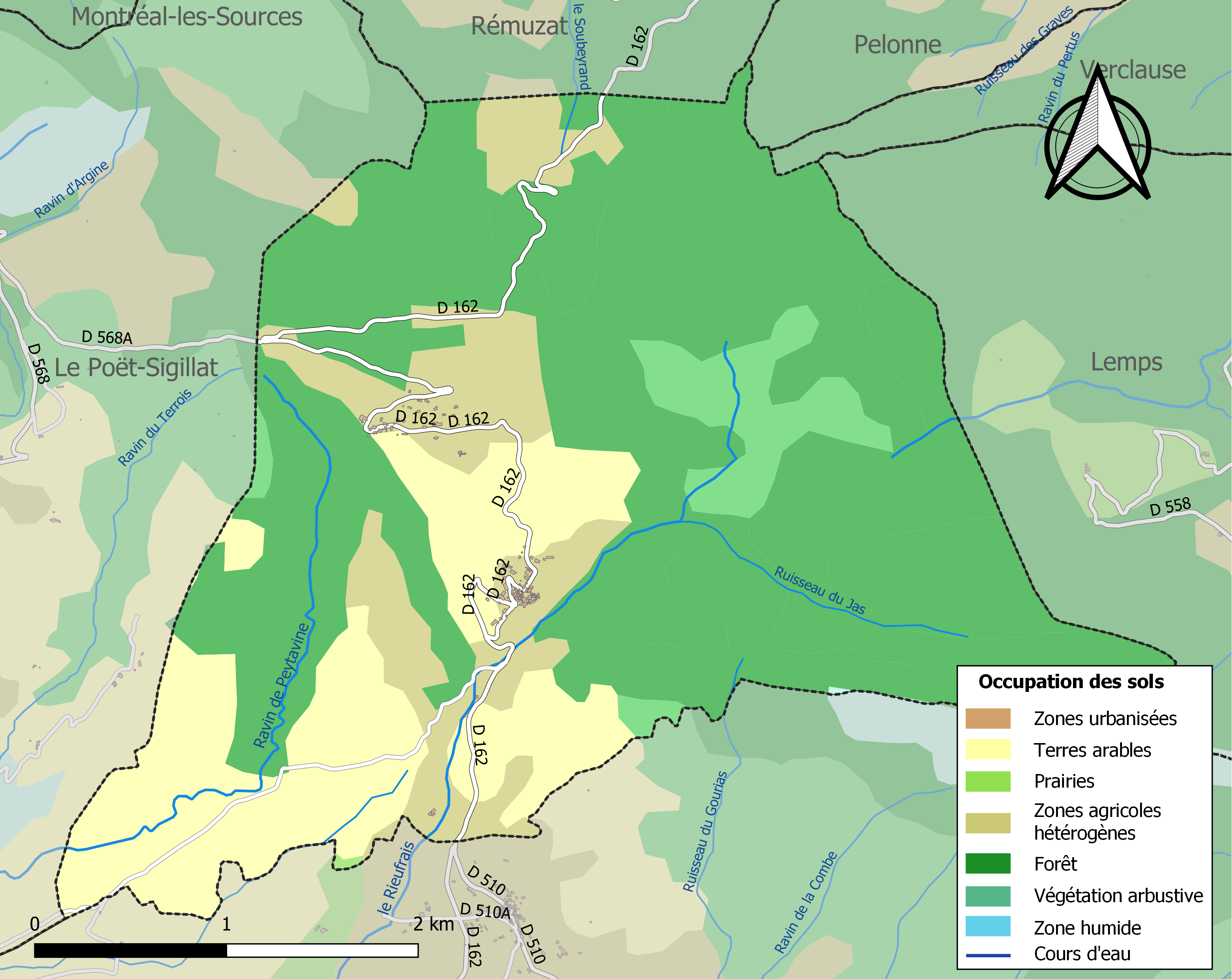
Carte des infrastructures et de l'occupation des sols de la commune en 2018 (CLC).

## Toponymie

### Attestations
Dictionnaire topographique du département de la Drôme :
- 1380 : Castrum de Bella Comba (archives du Rhône, fonds de l'Île-Barbe) / (cartulaire de l'abbaye de l'Île-Barbe[réf. nécessaire]).
- 1660 : Bellecombe-Tarandol (archives de la Drôme, B 984).
- 1891 : Bellecombe, commune du canton de Buis-les-Baronnies.

Non daté[réf. nécessaire] : Bellecombe-Tarendol.

### Étymologie
« Belle Combe », de l'adjectif masculin occitan bèl et de comba (« vallée sèche »).

## Histoire

### Du Moyen Âge à la Révolution
Il y a trois terres ou seigneuries : Bellecombe, Pennafort, Tarandol :
- Bellecombe[13] :
  - 1355 : appartient aux Rémuzat.
  - 1474 : passe (par mariage) aux Theys.
  - 1540 : passe aux Maubec.
  - 1590 : vendue aux La Tour.
  - En 1789, monsieur d'Albert et monsieur de Soissan sont seigneurs de Bellecombe.
- Pennafort[15] :
  - Fief de la baronnie de Montauban.
  - 1330 : appartient aux Rémuzat.
  - Vers le milieu du XVIe siècle : passe aux Achard-Ferrus.
  - 1590 : vendu aux La Tour. Ces derniers l'unissent à leur terre de Bellecombe.
- Tarandol[16] :
  - Terre du fief des barons de Montauban et de l'arrière-fief des abbés de l'Île-Barbe.
  - 1330 : appartient aux Montferrand.
  - 1338 : passe aux Rémuzat. Ils l'hommagent alors aux dauphins.
  - 1407 : passe (par mariage) aux (de) Pierre. Ils la possèdent encore en 1540.
  - Après 1540 : acquise par les Achard-Ferrus.
  - 1590 : vendue aux La Tour-Gouvernet, ses derniers seigneurs.

Il y a un péage au col de Soubeyrand jusqu'au XVIIIe siècle.
Avant 1790, Bellecombe était une communauté de l'élection de Montélimar et de la subdélégation et du bailliage du Buis, formant une paroisse du diocèse de Sisteron.

#### Pennafort
Dictionnaire topographique du département de la Drôme :
- 1284 : mention du fief : Castrum de Pennaforte (Valbonnais, II, 118).
- 1294 : mention du fief : Castrum de Perreria Forti et Castrum Penne Fortis (inventaire des dauphins, 231 et 243).
- 1778 : mention de la montagne : Penafol (alman. du Dauphiné).
- 1790 : mention de la montagne : Pennaforts (État du clergé).
- non daté : mention de la montagne : Pennafoy (pl. cad.).
- 1891 : mention de la montagne : Pennafort, montagne, commune de Bellecombe.

#### Tarandol / Tarendol
Dictionnaire topographique du département de la Drôme :
- 1183 : mention du prieuré : Ecclesia de Torrendos (Masures de L'Île-Barbe, 117). C'est un prieuré de l'ordre de saint Benoît et de la dépendance de l'abbaye de l'Île-Barbe, dont l'église était sous le vocable de Saint-Étienne et qui était uni, dès le XIVe siècle à celui de Saint-May.
- 1242 : Castrum Torrendosium (cartulaire de l'Île-Barbe).
- 1261 : mention du prieuré : Prioratus de Tenendox (Masures de l'Île-Barbe, 117).
- 1284 : Castrum de Terendos (Valbonnais, II, 118).
- XIIIe siècle : Fortalicium super Torrendos (cartulaire de l'Île-Barbe).
- XIIIe siècle : mention du prieuré : Prioratus de Terendos et Prioratus de Terrandos (cartulaire de l'Île-Barbe, 74 et 82).
- 1378 : Terendosium (archives de la Drôme, E 1239).
- 1563 : Tarandoux (archives de la Drôme, E 2239).
- 1788 : Terandol (alman. du Dauphiné).
- 1891 : Tarandol, hameau de la commune de Bellecombe.

Non daté[réf. nécessaire] : Tarendol.

### De la Révolution à nos jours
En 1790, Bellecombe fut compris dans le canton de Sainte-Jalle, mais la réorganisation de l'an VIII l'a fait entrer dans celui de Buis-les-Baronnies.

## Politique et administration

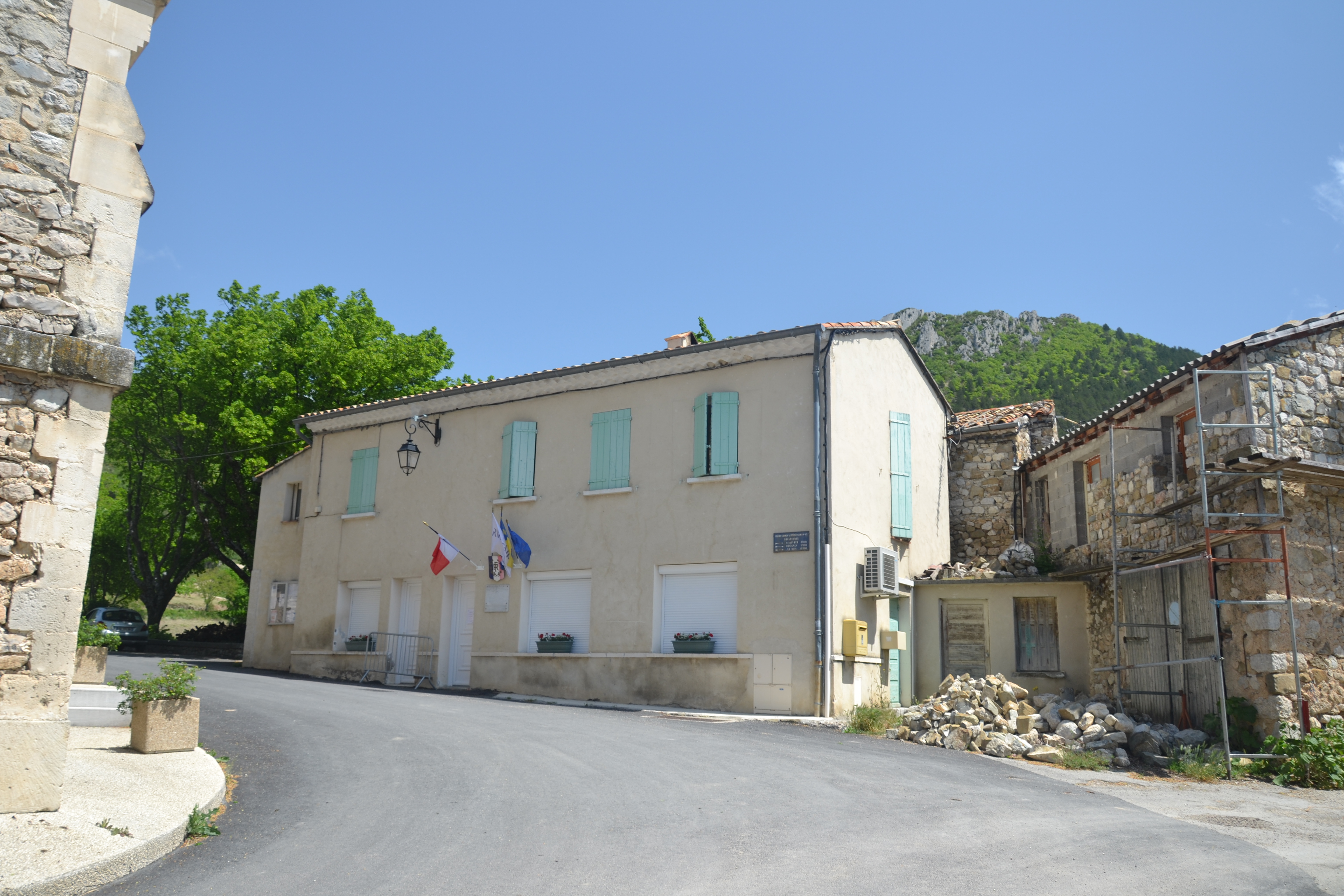
mairie de Bellecombe-Tarendol

### Liste des maires
| Période                                  | Période   | Identité      | Étiquette | Qualité           |
| ---------------------------------------- | --------- | ------------- | --------- | ----------------- |
| Les données manquantes sont à compléter. |           |               |           |                   |
| mars 2001                                | mars 2008 | Adrien Pernet |           |                   |
| mars 2008                                | En cours  | Alain Ricard  | SE        | Retraité agricole |

## Population et société

### Démographie
L'évolution du nombre d'habitants est connue à travers les recensements de la population effectués dans la commune depuis 1793. Pour les communes de moins de 10 000 habitants, une enquête de recensement portant sur toute la population est réalisée tous les cinq ans, les populations de référence des années intermédiaires étant quant à elles estimées par interpolation ou extrapolation. Pour la commune, le premier recensement exhaustif entrant dans le cadre du nouveau dispositif a été réalisé en 2007.

En 2022, la commune comptait 73 habitants, en évolution de −8,75 % par rapport à 2016 (Drôme : +2,64 %, France hors Mayotte : +2,11 %).
| 1793 | 1800 | 1806 | 1821 | 1831 | 1836 | 1841 | 1846 | 1851 |
| ---- | ---- | ---- | ---- | ---- | ---- | ---- | ---- | ---- |
| 100  | 100  | 246  | 217  | 271  | 281  | 300  | 313  | 310  |

| 1856 | 1861 | 1866 | 1872 | 1876 | 1881 | 1886 | 1891 | 1896 |
| ---- | ---- | ---- | ---- | ---- | ---- | ---- | ---- | ---- |
| 305  | 273  | 265  | 265  | 266  | 214  | 217  | 195  | 192  |

| 1901 | 1906 | 1911 | 1921 | 1926 | 1931 | 1936 | 1946 | 1954 |
| ---- | ---- | ---- | ---- | ---- | ---- | ---- | ---- | ---- |
| 192  | 176  | 153  | 131  | 128  | 113  | 101  | 117  | 91   |

| 1962 | 1968 | 1975 | 1982 | 1990 | 1999 | 2006 | 2007 | 2012 |
| ---- | ---- | ---- | ---- | ---- | ---- | ---- | ---- | ---- |
| 96   | 97   | 81   | 86   | 85   | 75   | 92   | 94   | 94   |

| 2017 | 2022 | - | - | - | - | - | - | - |
| ---- | ---- | - | - | - | - | - | - | - |
| 75   | 73   | - | - | - | - | - | - | - |

### Enseignement
La commune est rattachée à l'académie de Grenoble mais ne compte aucun établissement scolaire. Les élèves se rendent à Nyons à partir de la 6e, et à Saint-Sauveur-Gouvernet ou Sainte-Jalle jusqu'au CM2.

### Manifestations culturelles et festivités
- Fête : dimanche suivant le 10 août[17].

#### Loisirs
- Randonnées[17].
- Pêche[17].

### Sports
- Rocher de l'Aiguier. Le site est aménagé pour la pratique de l'escalade sportive. Il se situe à proximité du village. Il s'agit d'une lame calcaire, et on y trouve une quarantaine d’itinéraires avec 90 mètres de hauteur maximale.

### Cultes
La paroisse catholique de Bellecombe-Tarendol dépend du diocèse de Valence, doyenné de Sahune.

## Économie
En 1992 : bois, lavande, oliviers, vergers, ovins, caprins (tommes de chèvre).

## Culture locale et patrimoine

### Lieux et monuments
- Vieux village en amphithéâtre[17].

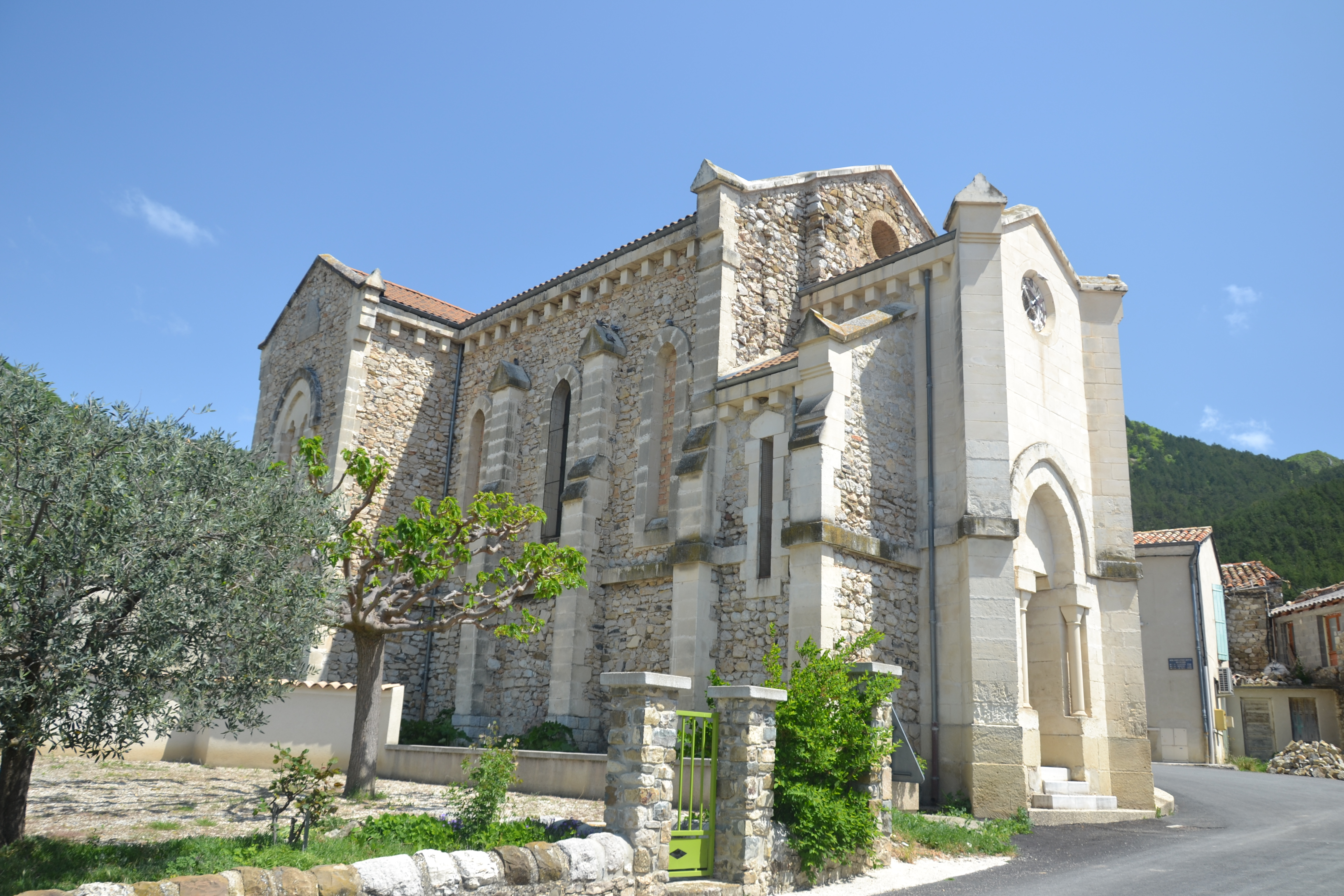
Église de Bellecombe.

- Église Saint-Laurent de Bellecombe-Tarendol, inachevée, du XXe siècle[17].
- Chapelle à Tarendol[17].
- Croix de pierre du XVIIe siècle[17].
- Chapelle Saint-Étienne ruinée[17].
- Château ruiné de Pennafort[17].

### Patrimoine naturel
- Région accidentée et pittoresque[17].
- Panorama du col de Soubeyrand (990 m)[17].
- Grottes[17].

### Personnalités liées à la commune
- René Barjavel, écrivain (1911-1985), originaire de Tarendol où il est inhumé[24].

### Héraldique, logotype et devise
|  | Bellecombe-Tarendol possède des armoiries dont l'origine et le blasonnement exact ne sont pas disponibles. |